# Ver-sur-Launette
Ver sur Launette é uma comuna francesa na região administrativa de Altos da França, no departamento de Oise. Estende-se por uma área de 13,18 km². Em 2010 a comuna tinha 1 173 habitantes (densidade: 89 hab./km²).